# Tomás da Irlanda
Tomás da Irlanda (S. XIII – antes de 1338), conhecido também como Thomas Hibernicus (não confundir com o frade franciscano Tomás de Hibernia, que morreu entorno a 1270), foi um escritor medieval escolástico irlandês. A fama de Tomás da Irlanda não se deve ao ser um autor original, senão ao ser um autor de antologias e de índices alfabéticos.

## Vida
Tomás foi estudante do Colégio da Sorbona em París e magister artium entorno a 1295. Nos primeiros manuscritos do seu Manipulus em 1306 aparece citado como membro do Colégio da Sorbona. Se crê que morreu antes de 1338.

## Obras

### Manipulus florum
Tomás foi o autor de três breves tratados de exegese teológica e bíblica, e o compilador do Manipulus florum (Buqué de flores). Esta última obra é uma antologia em latim, que tem sido descrito como uma "coleção dumos 6,000 extratos da Patrística e dumos poucos autores clássicos". Tomás compilou esta coleção a partir de livros da biblioteca da Sorbona, "e na sua morte legou os seus livros e dezesseis libras parisinas ao colégio".
Mesmo que Tomás foi a princípio membro do clero secular, a sua antologia teve muito sucesso porque "se adaptava bastante ás necessidades dos novos ordens mendicantes ... [para] ... localizar citações ... relevantes para qualquer tema que quiseram tratar nos seus sermões."  De fato, Boyer tem demostrado que pouco depois que o Manipulus ter acabado um dominico francês o usou para compor uma série de sermões que têm chegado aos nossos dias. Não obstante, Nighman tem argumentado que, ainda que a obra foi usada provavelmente por predicadores, a intenção de Tomás da Irlanda não era escrever uma ferramenta para ajudar à predicação, senão uma ferramenta para ajudar aos estudantes universitários, especialmente aqueles que pretendiam fazer uma carreira eclesiástica.
Tomás da Irlanda foi também um dos pioneiros da tecnologia da informação medieval, já que incluiu índices alfabéticos e referências cruzadas. Isto explica em parte o grande sucesso que teve esta obra. O Manipulus florum sobrevive em cento noventa manuscritos, e foi impresso por primeira vez em 1483. Foi impresso vinte e seis vezes durante o século XVI, e onze vezes durante o s. XVII. Inclusive no s. XIX se publicaram edições em Viena e Turim.

### Outras obras
Tomás foi também o autor doutras três obras: 
1. De tribus punctis religionis Christiane (Sobre os três principais pontos da religião cristã), em torno aos deveres do clero secular.
2. De tribus hierarchiis (Sobre as três jerarquias), que desenvolve ideias de jerarquia expressadas no final de De tribus punctis.
3. De tribus sensibus sacre scripture (Sobre os três sentidos da Sagrada Escritura), em torno aos quatro sentidos da Bíblia.

As dois últimas obras sobrevivem em 3 e 8 manuscritos respectivamente.

## Literatura
- Hauréau, J.B., "Thomas d’Irlande." Em Histoire littéraire de la France 30. París. 1888. Pp. 398–408. (em francês)
- Clark, James G. "Hibernicus, Thomas (c.1270–c.1340)". Oxford Dictionary of National Biography. Oxford University Press. 2004. (em inglês)